# Ostęp (Białoruś)
Ostęp (biał. Воступ; ros. Оступ) – chutor na Białorusi, w obwodzie grodzieńskim, w rejonie mostowskim, w sielsowiecie Mosty. Obejmuje dwie dawne kolonie Ostęp i Gliniszcze.
W dwudziestoleciu międzywojennym kolonie Ostęp i Gliniszcze oraz obecnie nieistniejące osiedle wojskowe Gliniszcze leżały w Polsce, w województwie białostockim, w powiecie wołkowyskim, w gminie Piaski.